# Hylaeus gribodoi
Hylaeus gribodoi är en biart som först beskrevs av Joseph Vachal 1895.  Hylaeus gribodoi ingår i släktet citronbin, och familjen korttungebin. Inga underarter finns listade i Catalogue of Life.